# Сакпосл
Сакпосл — протока в России, протекает по Берёзовскому району Ханты-Мансийского АО, соединяет Хултурахт и Ляпин(впадает в Ляпин справа). Длина составляет 16 км.
По данным государственного водного реестра России впадает в Хултурахт в 6 км по левому берегу, однако на картах обозначено течение на восток, от Хултурахта. Так же высота в истоке Сакпосла 16,8 м, что выше Ляпина в устье Сакпосла.
Относится к Нижнеобскому бассейновому округу, водохозяйственный участок реки — Северная Сосьва, речной подбассейн реки — Северная Сосьва. Речной бассейн реки — (Нижняя) Обь от впадения Иртыша.
Код объекта в государственном водном реестре — 15020200112115300025625.